# Cmentarz Garnizonowy w Grudziądzu
Cmentarz Garnizonowy w Grudziądzu – nieczynny cmentarz w okolicach cytadeli grudziądzkiej, przy ulicy 18. Pułku Ułanów Pomorskich.
Wraz z obsadzeniem twierdzy załogą pojawiła się potrzeba wyznaczenia cmentarza. Na przestrzeni lat powstały trzy cmentarze położone blisko siebie, do czasów współczesnych zachowały się dwa: Cmentarz Garnizonowy oraz Cmentarz Wojenny. Oprócz tego znaczną część poległych chowano na terenie cytadeli.
Cmentarz Garnizonowy (nazywany też górnym) został utworzony w 1807 roku dla pochówku żołnierzy poległych w czasie oblężenia przez wojska napoleońskie. Później chowano tam zmarłych jeńców, a w czasie I i II wojny światowej żołnierzy niemieckich, którzy zmarli w grudziądzkich szpitalach. 
W dwudziestoleciu międzywojennym cmentarz był miejscem pochówku polskich żołnierzy. Zwłaszcza w czasie wojny polsko-bolszewickiej, gdy Grudziądz był miejscem, do którego ewakuowano rannych z północnej części frontu. 
Na cmentarzu tym pochowano między innymi generałów Stefana de Castenedolo Kasprzyckiego oraz Stanisława Pruszyńskiego.
W czasie walk o Grudziądz w 1945 cmentarz został wielokrotnie trafiony pociskami artyleryjskimi. Nieużywany i nieuporządkowany popadał w ruinę. Uporządkowany został w ramach przygotowań do wizyty Williego Brandta w Polsce, w 1970 roku. Groby ofiar wojny polsko-bolszewickiej splantowano. W 1996 roku ekshumowano żołnierzy niemieckich poległych w czasie II wojny i przeniesiono ich szczątki na zbiorowy cmentarz koło Mławki. Usypano też niewielki kopiec i ustawiono tablicę upamiętniającą ofiary wojny polsko-bolszewickiej. W roku 2010 odsłonięto tablicę zawierającą listę tych ofiar.
Na terenie cmentarza zachowało się wiele nagrobków oraz stelli i płyt. Widoczny jest układ cmentarza (z podziałem alejowo-kwaterowym na 7 kwater).